# Paul Hansen
Paul Hansen (* 25. dubna 1964 Göteborg) je švédský novinářský fotograf pracující pro noviny Dagens Nyheter. V roce 2013 získal ocenění World Press Photo za snímek mužů nesoucích těla dvou palestinských dětí zabitých při leteckém útoku.

## Výběr ocenění
- World Press Photo 2013[3]

- World Press Photo, 2. cena Prize General news 2016[4]

- Picture of the Year, 2x ve Švédsku

- Photographer of the Year 8x ve Švédsku[5]

- Photographer of the Year v POYi, 2x, v roce 2010 a 2012[6][7]

- Photographer of the Year v POYi, 2. cena, 2015[8]

## Galerie

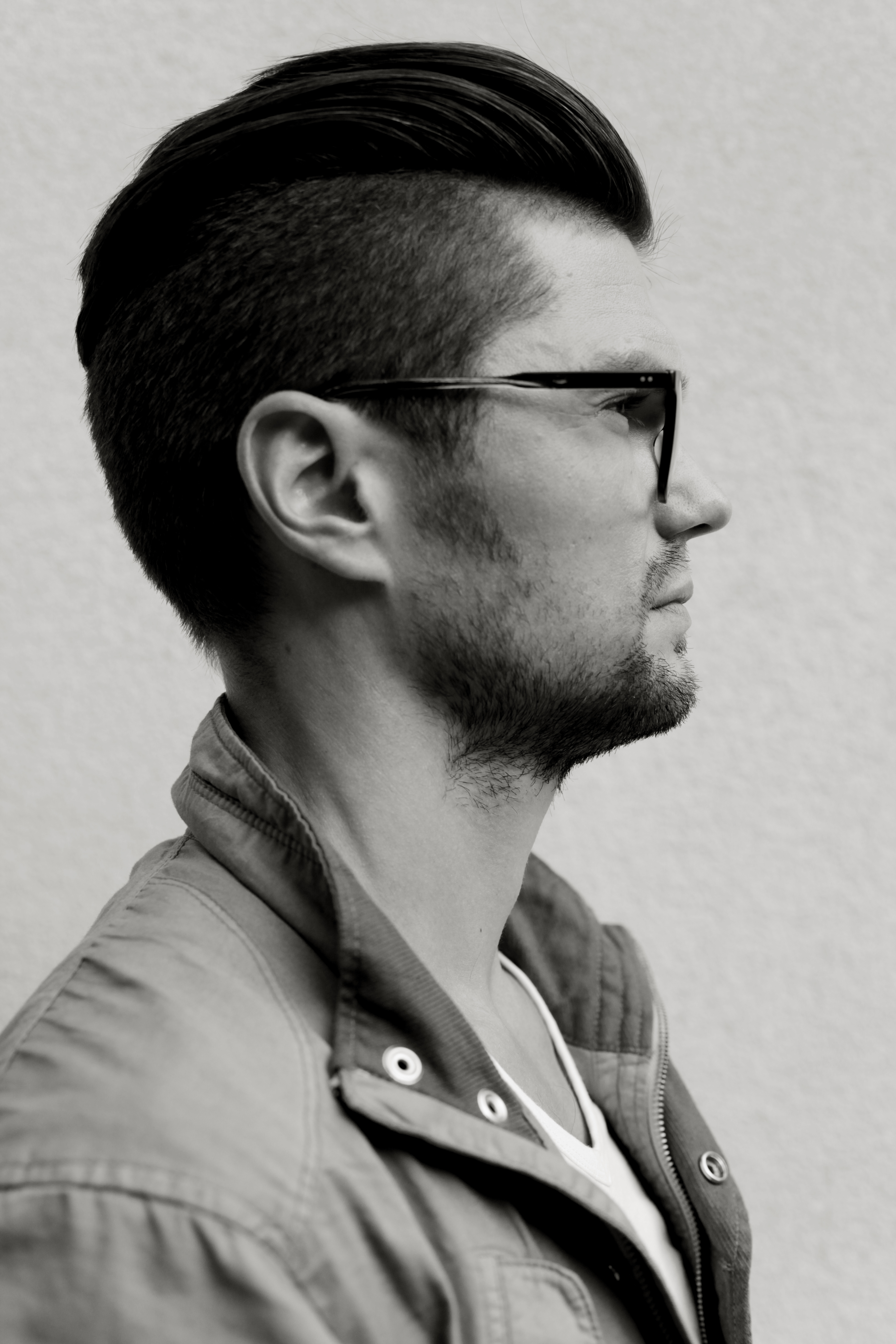
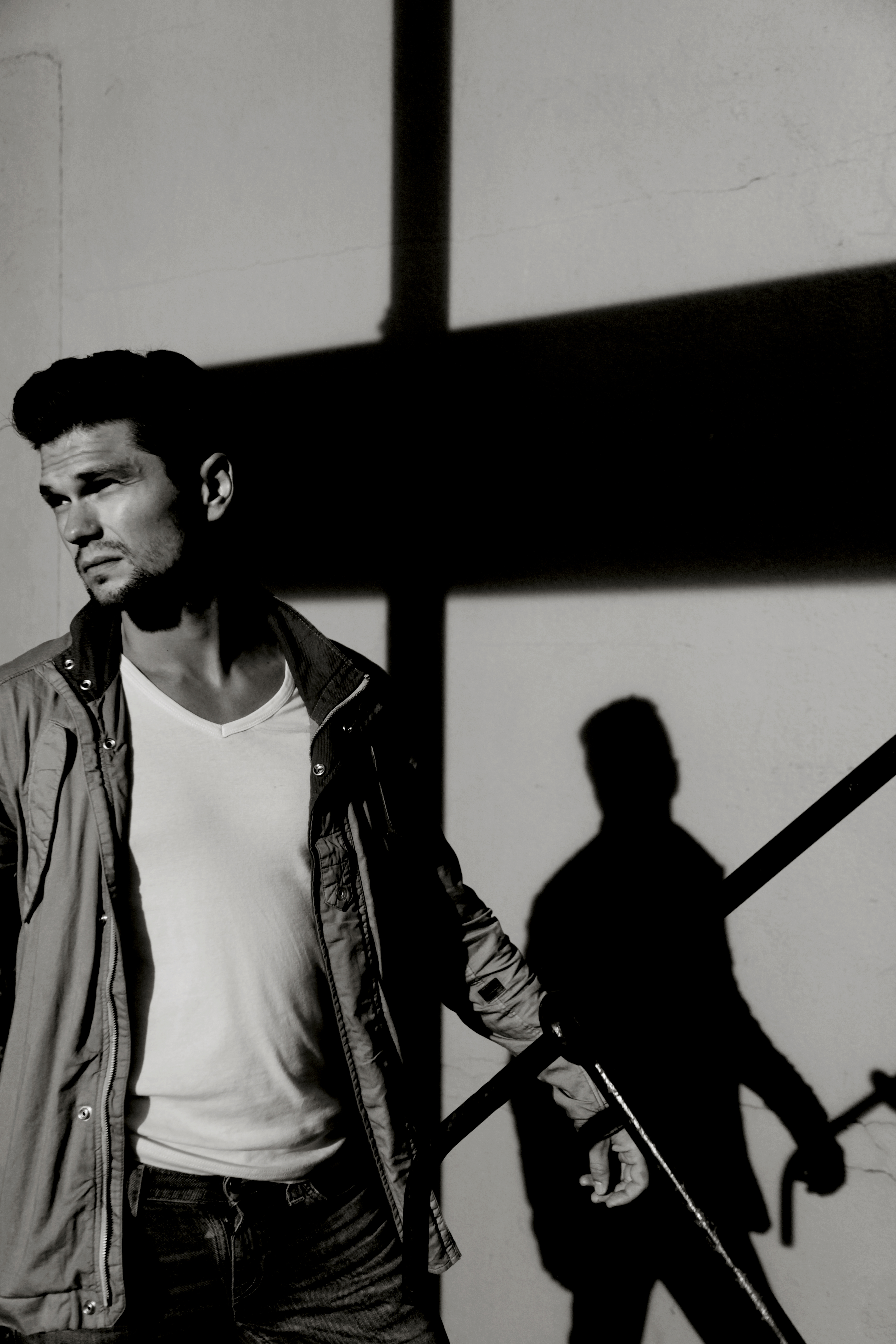